# Morton Betts
Morton Peto Betts (Bloomsbury, 30 agosto 1847 – Mentone, 19 aprile 1914) è stato un calciatore inglese, di ruolo difensore o portiere.

## Caratteristiche tecniche
Betts giocava nel ruolo di terzino; tuttavia ricoprì il ruolo di portiere nell'unico match giocato con l'Inghilterra.

## Carriera

### Club
Betts giocò per l'Harrow Chequers F.C. e per il Wanderers, con il quale vinse una FA Cup segnando il goal vittoria (che in realtà era un semplice tap-in dopo un assist perfetto di Robert Vidal). A fine carriera tornò all'Harrow Chequers, che aveva cambiato però nome in "Old Harrovians".

### Nazionale
Ha collezionato una presenza da portiere con la nazionale inglese, subendo tre goal.

## Statistiche

### Cronologia presenze e reti in nazionale
| Cronologia completa delle presenze e delle reti in nazionale ― Inghilterra | Cronologia completa delle presenze e delle reti in nazionale ― Inghilterra | Cronologia completa delle presenze e delle reti in nazionale ― Inghilterra | Cronologia completa delle presenze e delle reti in nazionale ― Inghilterra | Cronologia completa delle presenze e delle reti in nazionale ― Inghilterra | Cronologia completa delle presenze e delle reti in nazionale ― Inghilterra | Cronologia completa delle presenze e delle reti in nazionale ― Inghilterra | Cronologia completa delle presenze e delle reti in nazionale ― Inghilterra |
| Data                                                                       | Città                                                                      | In casa                                                                    | Risultato                                                                  | Ospiti                                                                     | Competizione                                                               | Reti                                                                       | Note                                                                       |
| -------------------------------------------------------------------------- | -------------------------------------------------------------------------- | -------------------------------------------------------------------------- | -------------------------------------------------------------------------- | -------------------------------------------------------------------------- | -------------------------------------------------------------------------- | -------------------------------------------------------------------------- | -------------------------------------------------------------------------- |
| 3-3-1877                                                                   | Londra                                                                     | Inghilterra                                                                | 1 – 3                                                                      | Scozia                                                                     | Amichevole                                                                 | -3                                                                         |                                                                            |
| Totale                                                                     |                                                                            | Presenze                                                                   | 1                                                                          |                                                                            | Reti                                                                       | -3                                                                         |                                                                            |

## Palmarès

### Club

#### Competizioni nazionali
- Coppa d'Inghilterra: 1

Wanderers: 1871-1872